# La espalda del mundo
La espalda del mundo es un documental del año 2000 dirigido por Javier Corcuera Andrino, premiado en el Festival Internacional de Cine de San Sebastián. Presenta las tres historias siguientes:
- de un niño en Perú, que trabaja para ayudar a su familia;
- de Leyla Zana, una parlamentaria kurda encarcelada en Turquía por motivos políticos;
- de un señor que, en una cárcel de Estados Unidos, espera a ser ejecutado.

Ésta obra trata sobre la vida en la espalda del mundo, donde habitan los otros, los que no tienen derechos, los que no tienen nada
Javier Corcuera, director